# Sci nordico paralimpico
Lo sci nordico paralimpico è la variante dello sci nordico praticata da atleti con disabilità fisiche o visive. L'attrezzatura è adattata all'abilità funzionale dello sportivo, che può utilizzare normali sci, una slitta montata su monosci, stabilizzatori o protesi ortopediche a seconda dei casi. Le persone affette da cecità o ipovisione possono sciare accompagnate da una guida che li precede sulla pista dando loro indicazioni vocali sul percorso da seguire.
L'attività agonistica internazionale è organizzata dal Comitato Paralimpico Internazionale; per le principali competizioni vale il regolamento della Federazione Internazionale Sci (FIS) integrato da apposite disposizioni. Si disputano gare di sci di fondo e di biathlon, su varie distanze; gli sciatori sono divisi in categorie in base al tipo e al grado di disabilità. Lo sci nordico fa parte del programma paralimpico sin dai I Giochi paralimpici invernali di Örnsköldsvik 1976, dove si tennero gare di sci di fondo. Il biathlon fu aggiunto a Lillehammer 1994.